# Liste des vicomtes, comtes puis ducs d'Étampes
À l'époque carolingienne, Étampes était déjà le siège d'un comté (comitatus Stampensis), dont on gardait le souvenir au Xe siècle, mais le mot reflétait alors une simple circonscription de l'empire, dont l'administration ne se transmettait pas par droit d'héritage. Lorsque les Robertiens montent sur le trône et fondent la monarchie capétienne, le pays d'Étampes leur appartenait en propre depuis longtemps et sera une des pièces maîtresses du domaine royal sur lequel le roi exerce théoriquement un contrôle direct.
Il y avait bien cependant des vicomtes d'Étampes au XIe siècle, lorsque les premiers capétiens peinaient à établir leur autorité sur leurs propres terres. L'Étampois ne sera érigé en comté qu'après avoir été attribué en apanage à Louis de France, fils de Philippe le Hardi, puis en duché au XVIe siècle.

## Vicomtes d'Étampes
- Roscelin d'Étampes.
- Marc, son fils (signant un acte en 1094).
- Hervé fils de Marc (1108-1109), mort jeune sous la tutelle de Guy, qui suit.
- Guy de Méréville (de la famille du Puiset), gendre de Marc (1109-1129), qui avait épousé sa fille Lethuisa, alias Lieuse, alias Liesse, alias Laetitia.

## Dames douairières d'Étampes
- Blanche de Castille (1188-1252), reine de France, fut la première dame douairière d’Étampes, de 1240 à 1252.
- Marguerite de Provence (1221-1295), reine de France, fut la deuxième dame douairière d’Étampes, de 1272-1295.

## Baron d'Étampes
1298-1319 : Louis de France (1276 † 1319), fils de Philippe III de France
marié à Marguerite d'Artois

## Comtes d'Étampes
Il faut d'abord dénoncer la légende, apparemment inventée par François de Belleforest (1530-1583), selon laquelle un certain Jean d'Étampes, prétendu gendre de Philippe Ier (alors qu'il l'était seulement de Ferry de Châtillon), fils de Payen, en aurait été le seigneur au début du XIIe siècle, légende déjà dénoncée comme fantaisiste au XVIIe siècle, mais toujours renaissante chez les généalogistes friands d'origines royales.

comtes d'Étampes de la maison d'Evreux.

1319-1336 : Charles d'Étampes (1305 † 1336), fils du précédent
marié à Marie de la Cerda
1336-1400 : Louis d'Étampes (1336 † 1400), fils du précédent
marié à Jeanne de Brienne
Jeanne de Brienne avait passé un accord de vente en viager avec Jean de Berry.
1400-1416 : Jean Ier de Berry (1340 † 1416), duc de Berry, fils de Jean II le Bon, roi de France
À sa mort il est revendiqué par Jean de Bourgogne, à qui Jean de Berry l'avait légué, mais revient au domaine royal à l'issue d'un procès au Parlement de Paris. Charles VII le donne à Richard de Bretagne en récompense de services rendus. Cependant ni Richard ni ses descendants n'obtiendront jamais rien d'autre que le titre de comte d'Étampes, les Bourguignons en gardant la jouissance, et continuant également à en porter le titre.

Armes de Richard d'Étampes.

1421-1438 : Richard de Bretagne (1395 † 1438), fils de Jean IV de Bretagne
marié à Marguerite d'Orléans, fille de Louis d'Orléans: il n'aura que le titre de ce comté qui reste en réalité en possession des Bourguignons.

Armes de François II de Bretagne avant qu'il ne devienne duc de Bretagne.

1438-1477 : François II (1435 † 1488), fils du précédent, devient ensuite duc de Bretagne. Comme son père il n'aura que le titre de ce comté d'Étampes qui reste en réalité en possession des Bourguignons jusqu'en 1478.
1478-1500 : Jean de Foix-Étampes (1452 † 1500), fils de Gaston IV de Foix-Béarn
marié à Marie d'Orléans (1457 † 1493), sœur de Louis XII de France
1500-1512 : Gaston de Foix-Nemours (1489 † 1512), duc de Nemours, fils du précédent
1512-1514 : Anne de Bretagne, femme de Louis XII de France et fille de François II
1514-1524 : Claude de France (1499 † 1524), fille des précédents, mariée à François Ier de France
1515-1519 : Artus Gouffier de Boisy, baron puis duc de Roannez
1526-1534 : Jean de La Barre († 1534), comte d'Étampes (1526 - transfert à titre viager par le roi), vicomte de Bridiers, Baron de Vérets, seigneur de La Barre, de Villemartin et La Barre, de la Subterrane, de Coez et de Jouy-en-Josas, prévôt et gouverneur de Paris, capitaine du Plessis-lez-Tours.  
En 1534, François Ier, marie sa maîtresse, Anne de Pisseleu, à Jean IV de Brosse et leur donne Étampes qu'il érige, deux ans plus tard, en duché.  

## Ducs d'Étampes

Armes de Jean IV de Brosse.

1536-1553 : Jean de Brosse († 1564), comte de Penthièvre
marié à Anne de Pisseleu (1508 † 1580), maîtresse de François Ier de France

### Duchesses d’Étampes

Armes de Diane de Poitiers.

1553-1566 : Diane de Poitiers (1499 † 1566), maîtresse de Henri II de France
1598-1599 : Gabrielle d'Estrées (1571 † 1599), maîtresse d'Henri IV de France

### Ducs d’Étampes
1576-1577 : Jean Casimir du Palatinat, fils de l’Électeur palatin 
1599-1665 : César de Vendôme (1594 † 1665), fils d'Henri IV et de Gabrielle d'Estrées
marié à Françoise de Lorraine (1592 † 1669)
1665-1669 : Louis II de Vendôme (1612 † 1669)
marié à Laure Mancini
1669-1712 : Louis III Joseph de Vendôme (1654 † 1712)
marié à Marie-Anne de Bourbon-Condé (1678-1718)